# ERP-Programm 10.000 Flüchtlingswohnungen

Hans Böckler und Walter Damm bei der Grundsteinlegung des ERP-Programms in Neumünster am 5. März 1950

Hans Böckler bei der Rede zur Grundsteinlegung des ERP-Programms in Neumünster am 5. März 1950

Das ERP-(Sonder-)Programm 10.000 Flüchtlingswohnungen in Schleswig-Holstein war das erste und in seiner Art und Durchführung größte systematische und einheitliche Wohnungsbauprogramm der unmittelbaren Nachkriegszeit in Westdeutschland mit Planungsstart im September 1949. Es wurde bereits zwei Jahre vor den folgenden Programmen, z. b. dem sogenannten ECA-Wettbewerb gestartet und erfolgreich durchgeführt.
Die Grundsteinlegung des Sonderprogramms fand am 5. März 1950 in der dann später nach Hans Böckler, der am 16. Februar 1951 schon verstarb, benannten Siedlung („Böcklersiedlung“) in Neumünster statt. Das Erste Deutsche Wohnungsbaugesetz, das die Wohnungsbauförderung organisierte, wurde erst einen Monat später im April in Bonn verabschiedet, so dass die Grundsteinlegung des ersten Projektes des Sonderprogramms auf der Großbaustelle in Neumünster als baulicher Beginn der systematischen Sozialen Wohnraumförderung in der Bundesrepublik Deutschland nach dem Zweiten Weltkrieg gilt. Zum 31. Dezember 1951 waren fast alle (99,7 %) der neugeschaffenen Wohnungen an 84 Standorten in 50 Städten und Gemeinden Schleswig-Holsteins bezogen.

„Das Programm wirkte in der damaligen Zeit in seiner Größe und Zielstrebigkeit wie ein Paukenschlag, da es alles in den Schatten stellte, was es bis dahin an planmäßigem Wohnungsbau nicht nur in Schleswig-Holstein, sondern auch in den anderen Ländern, hatte eingeleitet werden können . . .“

## Vorgeschichte des Sonderprogramms

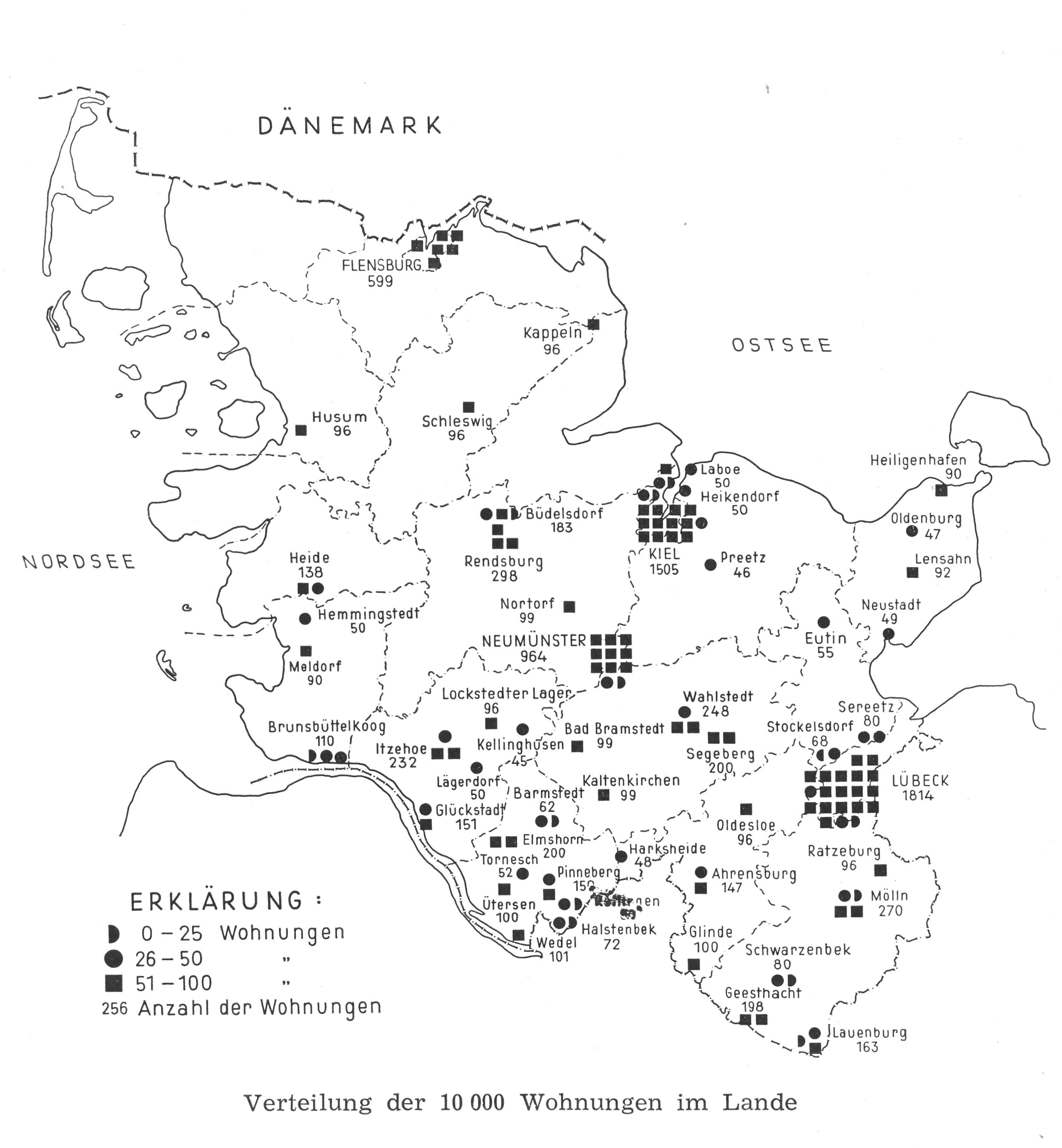
Verteilung der errichteten Wohnungen im ERP-Sonderprogramm „10.000 Flüchtlingswohnungen“ über Schleswig-Holstein 1950/51

Die Vertretung der ECA (= Economic Cooperation Administration = Verwaltung für wirtschaftliche Zusammenarbeit) in Europa, die für das von dem US-amerikanischen Außenminister George C. Marshall 1947 initiierte ERP (= European Recovery Program = Europäisches Wiederaufbau-Programm, den sogenannten „Marshall Plan“) zuständig war, hatte im Sommer 1949 die verschiedenen deutschen Organisationen und Verbände, darunter auch den Gewerkschaftsrat in Frankfurt a.M. aufgefordert, geeignete Vorschläge zu machen, wie man unter Einsatz von Marshall-Plan-Geldern den Flüchtlingen in Deutschland helfen könnte.
Kurz zuvor hatte bereits Hans Böckler der spätere Vorsitzende des Deutschen Gewerkschaftsbundes seine guten Kontakte zu den amerikanischen Gewerkschaften und Gewerkschaftsvertretern genutzt, um die Chancen eines größeren Wohnungsbauprojektes für Flüchtlinge auszuloten. Insbesondere sein enger Kontakt zu Harvey Winfield Brown, einem Gewerkschaftsfunktionär aus den USA, der vom amerikanischen Hochkommissar in Deutschland, John J. McCloy, erst als Berater in sein „Kabinett“  und später zum Direktor des Amtes für Arbeitsfragen im US-Hochkommissariat für Deutschland berufen wurde, war hilfreich. Brown trat sein Amt zwar erst im September 1949 an, Böckler konsultierte ihn aber bereits im Sommer 1949, da im September bereits die ersten konkreten Projektbesprechungen im Sozialministerium in Kiel begannen.
Böckler vereinbarte über diesen Kontakt, dass mit massiver Unterstützung aus Marshallplan-Geldern ein Pilot-Projekt gestartet werden konnte, was beweisen sollte, ob mit zentraler Organisation, Typisierung und gelenktem Materialeinkauf auf rationelle Weise in großer Anzahl Gebäude und (ca. 10.000) Wohnungen kostengünstiger (Zielmarke: ca. 15 %) und schneller (in maximal 2 Jahren) als sonst für Flüchtlinge errichtet werden konnten. Die amerikanische Militäradministration stimmte dem zu, wenn ein geeigneter Ort gefunden werden konnte, der gleichzeitig gewährleistete, dass bestehende oder zu schaffende Arbeitsplätze und die neuen Wohnungen räumlich nah beieinander liegen.
Die Wahl fiel auf Schleswig-Holstein, denn nur dort waren zwei wesentliche Voraussetzungen gegeben:
1. Wegen der großen Flüchtlingszahl und besonders hohen Arbeitslosigkeit in Schleswig-Holstein, aber auch weil hier die Vorbereitungen für den Wohnungsbau besonders weit vorangetrieben waren, wurde das ERP-Wohnungsbauprogramm in Schleswig-Holstein begonnen. Schleswig-Holstein war über die Arbeitsgemeinschaft für zeitgemäßes Bauen e.V. (ARGE//eV) bereits so organisiert, dass eine planmäßige Typisierung von Gebäuden und Grundrissen angelegt war und schon durchgeführt wurde und die entscheidenden Kräfte und Institutionen bereits über die ARGE//eV organisiert waren.
2. Der Wunsch der ECA und der Gewerkschaften, dass die Wohnungen direkt in der Nähe der Arbeitsstätten errichtet werden sollten in Schleswig-Holstein am besten realisiert werden konnte.
So wurde dieses Projekt gestartet, das als sogenanntes ERP-Programm in die Geschichte einging.

## Ausgangslage in Deutschland und Rationalisierung des Wohnungsbaus
Der Wohnungsbau war nach den Kriegszerstörungen in den ersten Jahren nach dem Zweiten Weltkrieg fast gänzlich zum Erliegen gekommen. Baustoffe waren durch die Vernichtung der Produktionsstätten und kaum vorhandenen Transportmöglichkeiten nicht verfügbar. In Westdeutschland und West-Berlin waren ca. 2,34 Millionen Wohnungen zerstört, was ca. 22 % des Wohnungsbestandes des Jahres 1939 ausmachte. Der Bedarf an zu schaffendem Wohnraum wurde auf ca. 5 Millionen, ab Anfang der fünfziger Jahre auf 6,5 Millionen Wohnungen geschätzt.
Im Jahre 1949 beschloss die „Arbeitsgemeinschaft der für das Bau-, Wohnungs- und Siedlungswesen zuständige Ministerien der Länder des vereinigten Wirtschaftsgebietes“ auf einer Tagung Maßnahmen zur Rationalisierung und Preissenkung im Wohnungsbau. Die Sachverständigen der verschiedenen Länder erarbeiteten einen Forderungskatalog, der den Rationalisierungsgedanken und Typisierungsansatz im Wohnungsbau festschrieb: „Die Durchführung eines langfristigen Wohnungsbauprogramms setzt eine planmäßige Vorbereitung der bauwirtschaftlichen Programmgrundlagen voraus. Der Erfolg aller Wohnungsbauprogramme ist in weitem Maße abhängig von der Sorgfalt dieser Vorbereitungsarbeit. Schlüsselproblem aller Überlegungen ist die Senkung der Baukosten durch eine systematische Rationalisierung des Wohnungsbaus. . . . Die Rationalisierung des Wohnungsbaus muss mit der Vereinheitlichung des Bedarfs beginnen, wobei die Normung von Konstruktionselementen im Vordergrund stehen sollte. Im Rahmen einer solchen Vereinheitlichung ist der Übergang von der Einzelfertigung zur Massenfertigung zu fördern, sofern hierdurch wesentliche Verbilligungen zu erzielen sind. . . .“

## Schleswig-Holstein mit Vorreiterfunktion
Schleswig-Holstein musste nach dem Zweiten Weltkrieg in Relation zur vorhandenen Wohnbevölkerung deutlich mehr Flüchtlinge und Heimatvertriebene aufnehmen als jedes andere westdeutsche Bundesland. Der Bedarf an neuen Wohnungen wurde im Jahr 1946 für das Land Schleswig-Holstein auf ca. 340.000 Wohnungen geschätzt. Der Vorkriegsbestand aus dem Jahr 1939 von ehemals 440.000 Wohnungen war durch Kriegszerstörungen auf 400.000 geschrumpft. Die Belegungsdichte betrug vor dem Krieg 3,7 Personen je Wohnung, durch den Flüchtlingsstrom wurde die Belegungsdichte auf bis zu 6,7 Personen je Wohnung erhöht. Ziel der ersten Wohnungsbauprogramme des Landes war mit Wiederaufbau und Neubau von mindestens 300.000 Wohnungen die Belegungsdichte der Wohnungen auf 3,7 bis maximal 4 Personen je Wohnung zu verringern.
In Schleswig-Holstein wurde der Rationalisierungsansatz und Typisierungsgedanke für den Wohnungsbau schon schnell nach dem Krieg verfolgt und sehr konsequent aufgegriffen. Bereits am 21. Februar 1946 wurde deshalb die Arbeitsgemeinschaft für zeitgemäßes Bauen e.V. in Kiel gegründet und mit einem entsprechenden Arbeitsauftrag ausgestattet. Schon früh wurden daher die Ansätze zu einer Typisierung der Gebäude und der Konstruktionen eingeleitet. Es musste versucht werden mit möglichst einfachen Mitteln, vereinfachten Planungsprozessen und typisierten Bauteilen und Mustergrundrissen die Bauabläufe zu rationalisieren und zu beschleunigen und die Baukosten zu verringern.
Das erste nennenswerte Wohnungsbauprogramm ist das des Jahres 1949, als mit der Bewilligung öffentlicher Mittel durch die Landesregierung Schleswig-Holstein für den Bau von 13.863 Wohnungen erstmals ein großes Förderungsvolumen aufgestellt wurde. Das entscheidende Jahr jedoch für die Entwicklung des Wohnungsbaus war das Jahr 1950. Am 24. April 1950 trat das erste Wohnungsbaugesetz der Bundesregierung Deutschland in Kraft und schuf damit die Grundlage für das schleswig-holsteinische Gesetz zur Förderung der Bewohnung von Kleinsiedlungswesen vom 31. März 1950 für die Wohnungsbauförderung. Gleichzeitig war das Sonderprogramm („ERP-Programm“) für den Bau von 10.000 Wohnungen für Flüchtlinge bereits angelaufen. Insgesamt wurden im Jahr 1950 19.411 Wohnungen mit einer Bewilligung öffentlicher Mittel in Höhe von rund 81 Mio. DM in Schleswig-Holstein gebaut.

## Arbeitsgemeinschaft produktive Flüchtlingshilfe e.V.
Zur Vorbereitung, Organisation und Lenkung des ERP-Sonderprogramms und Beantragung der notwendigen Finanzierungsmittel wurde am 29. September 1949 in Köln ein weiterer Verein, die Arbeitsgemeinschaft für produktive Flüchtlingshilfe gegründet.
Ihre Mitglieder waren:
- 1. der Deutsche Gewerkschaftsbund, britische Zone, Düsseldorf,
- 2. das Sozialministerium Schleswig-Holstein,
- 3. die Landesarbeitsgemeinschaft der Heimatvertriebenen Schleswig-Holstein,
- 4. der Gesamtverband Gemeinnütziger Wohnungsunternehmen, vertreten durch den Verband norddeutscher Wohnungsunternehmen, Hamburg,
- 5. die Großeinkaufs-Gesellschaft Deutscher Konsumgenossenschaften m. b. H., Hamburg.
- 6. die Gewerkschaft Bau-Steine-Erden
- 7. die Arbeitsgemeinschaft Schleswig-Holsteinischer Wohnungsunternehmen, Kiel

Im Dezember 1949 wurde die zentrale Geschäftsstelle der Arbeitsgemeinschaft für produktive Flüchtlingshilfe gebildet, um die Pläne der Arbeitsgemeinschaft für das Sonderprogramm praktisch durchzuführen. Dazu gehörten:
- die zentrale Leitung des Bauprogramms
- die zentrale Planung
- zentraler Einkauf und Lieferung
- die zentrale Regelung der Finanzierungsfragen
- die Überwachung der Bauten
- Mitwirkung bei der Wohnungsvergabe
- Allgemeine Beratung und Erfahrungsaustausch in Kooperation mit der Arbeitsgemeinschaft für zeitgemäßes Bauen e. V.

## Durchführung des ERP-Sonderprogramms in Schleswig-Holstein

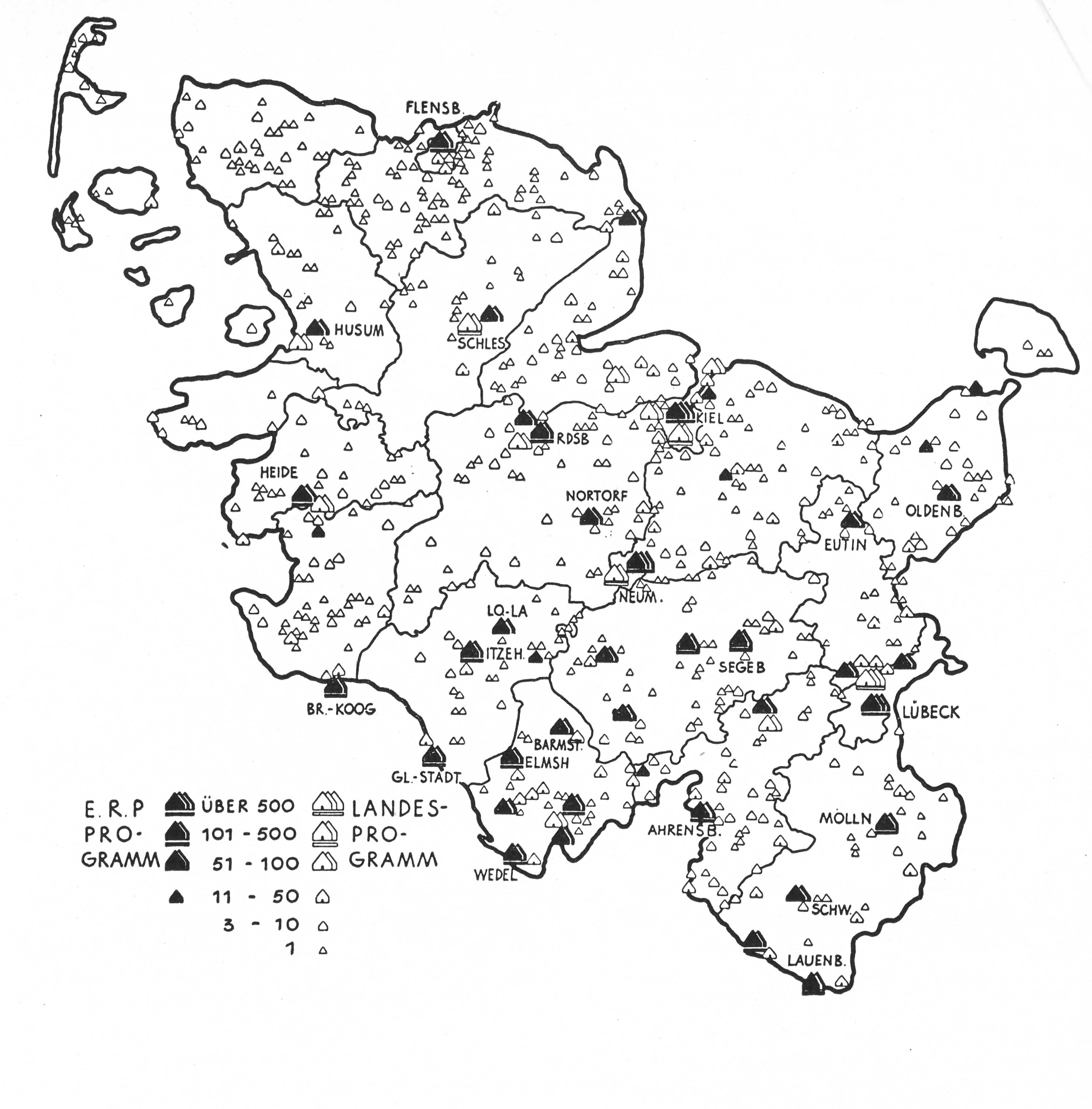
Verteilung der errichteten Wohnungen im ERP-Sonderprogramm „10.000 Flüchtlingswohnungen“ und der zur gleichen Zeit errichteten Wohnungen im Allgemeinen Programm der Sozialen Wohnraumförderung in Schleswig-Holstein 1950/51

Die ECA stellte für Schleswig-Holstein 40 Mio. DM aus Mitteln des ERP bereit, die erstrangig zu 3 % Zinsen und 1 % Tilgung beansprucht werden konnten. Die Schleswig-Holsteinische Landesregierung ergänzte diese Mittel mit Geldern aus dem Landesetat, die zweitrangig zu 0 % Zinsen und 0,5 % Tilgung ausgegeben wurden. Ziel war es in diesem Programm ca. 10.000 Wohnungen zu errichten, die möglichst wirtschaftlich gebaut und unter Ausnutzung aller technischen und organisatorischen Möglichkeiten zu einem extrem niedrigen Preis realisiert werden sollten.
Im September 1949 fanden die ersten Besprechungen mit der ECA und dem deutschen Gewerkschaftsbund im Sozialministerium in Kiel statt. Am 3. Oktober 1949 wurden die Finanzierungsmittel der ECA, durch die Arbeitsgemeinschaft für produktive Flüchtlingshilfe e.V. beantragt. Im November und Dezember 1949 wurden in allen für den Bau der Wohnungen vorgesehenen Städten und Gemeinden im Lande Ortstermine zur Prüfung der Voraussetzungen. abgehalten (Flüchtlingszahl, Arbeitsmöglichkeiten, Grundstücksbeschaffung, Erschließung, Aufbringung des Eigenkapitals usw.).
Im Januar 1950 wurden die einzelnen Bauvorhaben und die als Bauherren auftretenden Wohnungsunternehmen festgelegt und die Leitsätze für die Durchführung und die geplanten Wohnungstypen bekanntgegeben. Im Februar 1950 wurden in Düsseldorf und Kiel die ersten Pressekonferenzen über die Ziele des Sonderprogramms abgehalten (bis dahin mussten alle Vorarbeiten vertraulich durchgeführt werden).
Am 5. März 1950 fand in Neumünster die Grundsteinlegung zum ersten Bauvorhaben (spätere Böcklersiedlung), in Gegenwart von Hans Böckler, Harvey W. Brown, Dr. Mandellaub (ECA), des Bundesbauministers Eberhard Wildermuth und des Bundesministers für Vertriebene, Flüchtlinge und Kriegsgeschädigte Hans Lukaschek, Schleswig-Holsteins Sozialminister Walter Damm und weiteren Vertretern des Schleswig-Holsteinischen Kabinetts statt. Das Bundesministerium für den Wohnungsbau gab die grundsätzliche Zusage für die Bereitstellung der beantragten ECA-Mittel. Die Böcklersiedlung war mit 805 Wohnungen das größte Einzelbauvorhaben des Programms.
Im März 1950 gingen die Aufträge zur zentralen Beschaffung von Bauteilen an die Industrie. Die zentralen Aufträge für Fenster und Türen wurden den Tischlereibetrieben erteilt und das Bundesministerium für Wohnungsbau gab die Bedingungen für die ERP-Kredite bekannt.
Am 2. September 1950 fand das Richtfest in Neumünster statt.
Im Juni 1951 war das Bauprogramm zu 87 % durchgeführt, 5993 Wohnungen waren bezogen. Im Dezember 1951 war das Bauprogramm ist zu 97,5 % durchgeführt, 9716 Wohnungen waren bezogen. Im Januar 1952 war das Sonderprogramm baulich abgeschlossen.
Insgesamt wurden im Rahmen dieses Programms 9.746 Wohnungen geschaffen. 32 % davon in Form von 1- und 2-Familienhäusern oder Duplex-Häusern, 68 % der Wohnungen im Geschoss-Wohnungsbau. 80 % dieser Wohnungen wurden in verschiedenen Hausformen, aber mit nur 6 Grundrisstypen (Typ A und B für den Geschosswohnungsbau, Typen C, D, E, H für Ein- und Zweifamilienhäuser) und unter ausschließlicher Verwendung gleicher Bauteile realisiert.
An 84 Projektstandorten in 50 verschiedenen Städten waren 51 Wohnungsunternehmen als Träger beteiligt. Die Kosten für diese Objekte lagen im Mittel 15 bis zu 30 % unter den üblichen Kostenrichtwerten der damaligen Zeit. Die Baukosten für eine Wohnung betrugen ca. 8.500,- bis 8.700,- DM (im Mittel); 171,40 DM (Bauwerkskosten) bzw. 210,10 (Gesamtkosten) pro m² Wohnfläche und 32 bis 35 DM (teilweise unter 30 DM) pro m³ umbauten Raumes.
Parallel wurden auf Bundesebene von Seiten der Bundesregierung die Wohnungsbauprogramme des Bundes und der Länder begleitenden Bauforschungseinrichtungen institutionalisiert. 1950 bildete der Bundesminister für Wohnungsbau den Bauforschungsbeirat und berief die Landesregierungen, die wissenschaftlichen Institute der Hochschulen und die besonderen Bauforschungsinstitutionen und Organe der Bauwirtschaft zu den Mitgliedern. Von den Bauforschungsinstitutionen wurden drei Institute berufen: das Institut für Bauforschung e.V. Hannover, die Forschungsgemeinschaft Bauen und Wohnen, Stuttgart und die Arbeitsgemeinschaft für zeitgemäßes Bauen e. V., Kiel.
Für die wissenschaftliche Begleitung und Evaluation des ERP-Programms 10.000 Flüchtlingswohnungen beauftragte der Bundesminister für Wohnungsbau die Arbeitsgemeinschaft für zeitgemäßes Bauen e.V. mit einem Forschungsauftrag [Nr. 148 (2404/05)] und einem Bericht über die Ergebnisse. Dieser wurde 1952 als Bauforschungsbericht der ARGE//eV an die Bundesregierung und die Öffentlichkeit übergeben.

## Gebäudetypen des ERP-Programms

### Gebäudetypen und Typengrundrisse

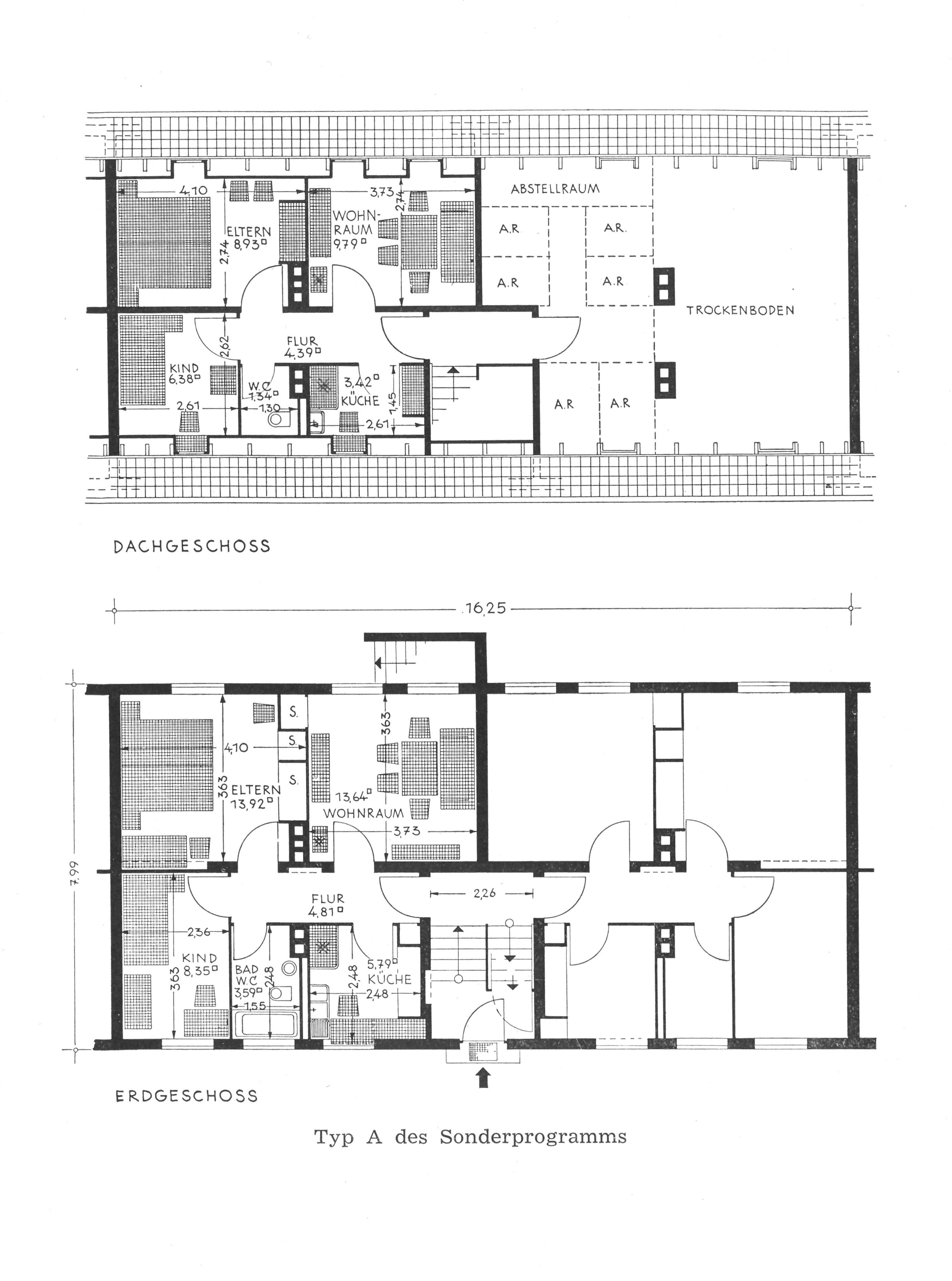
Grundriss ERP-Typengebäude „A“
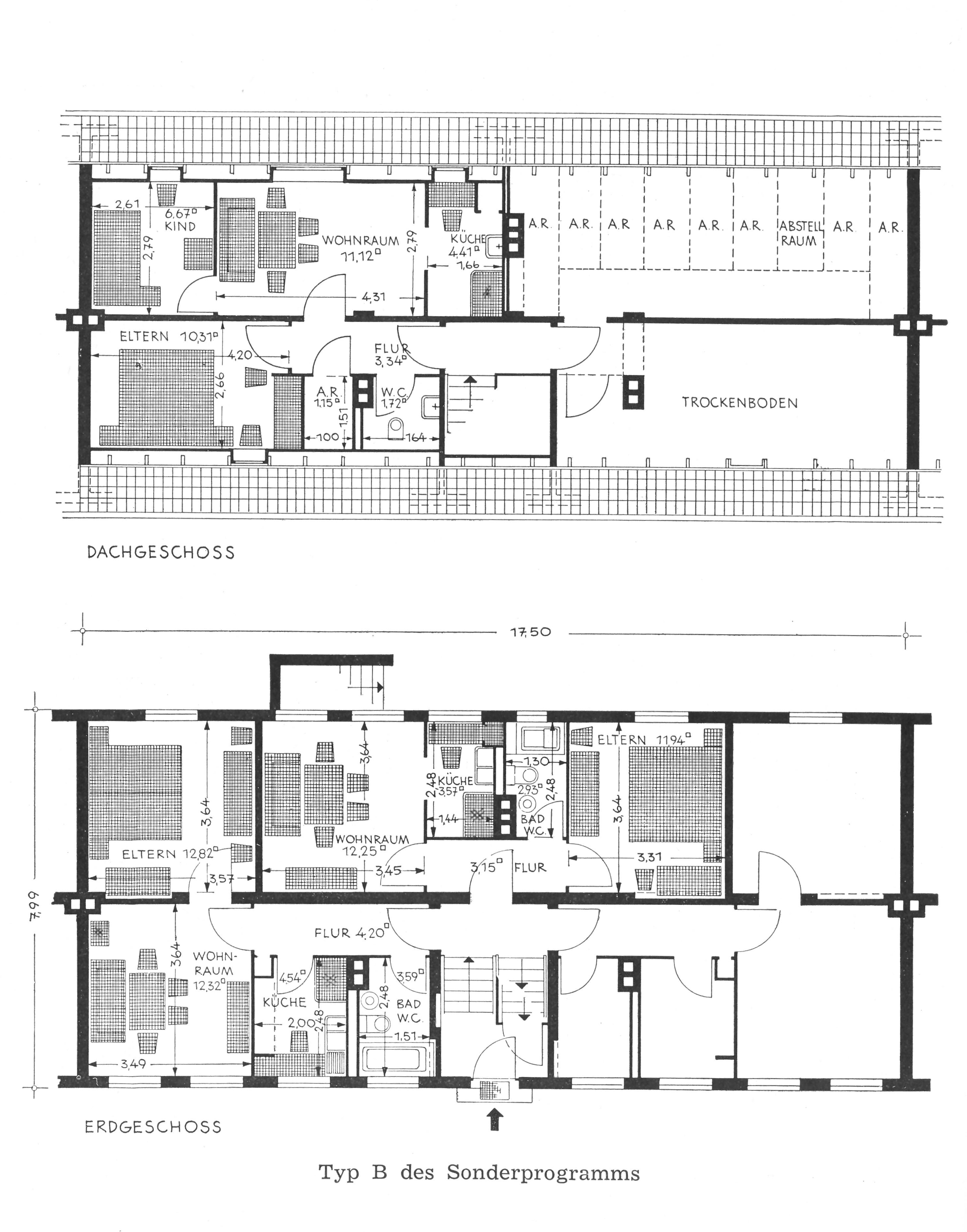
Grundriss ERP-Typengebäude „B“ (Typ „B“ war der mit Abstand meistverwendete Gebäudetyp im Sonderprogramm)
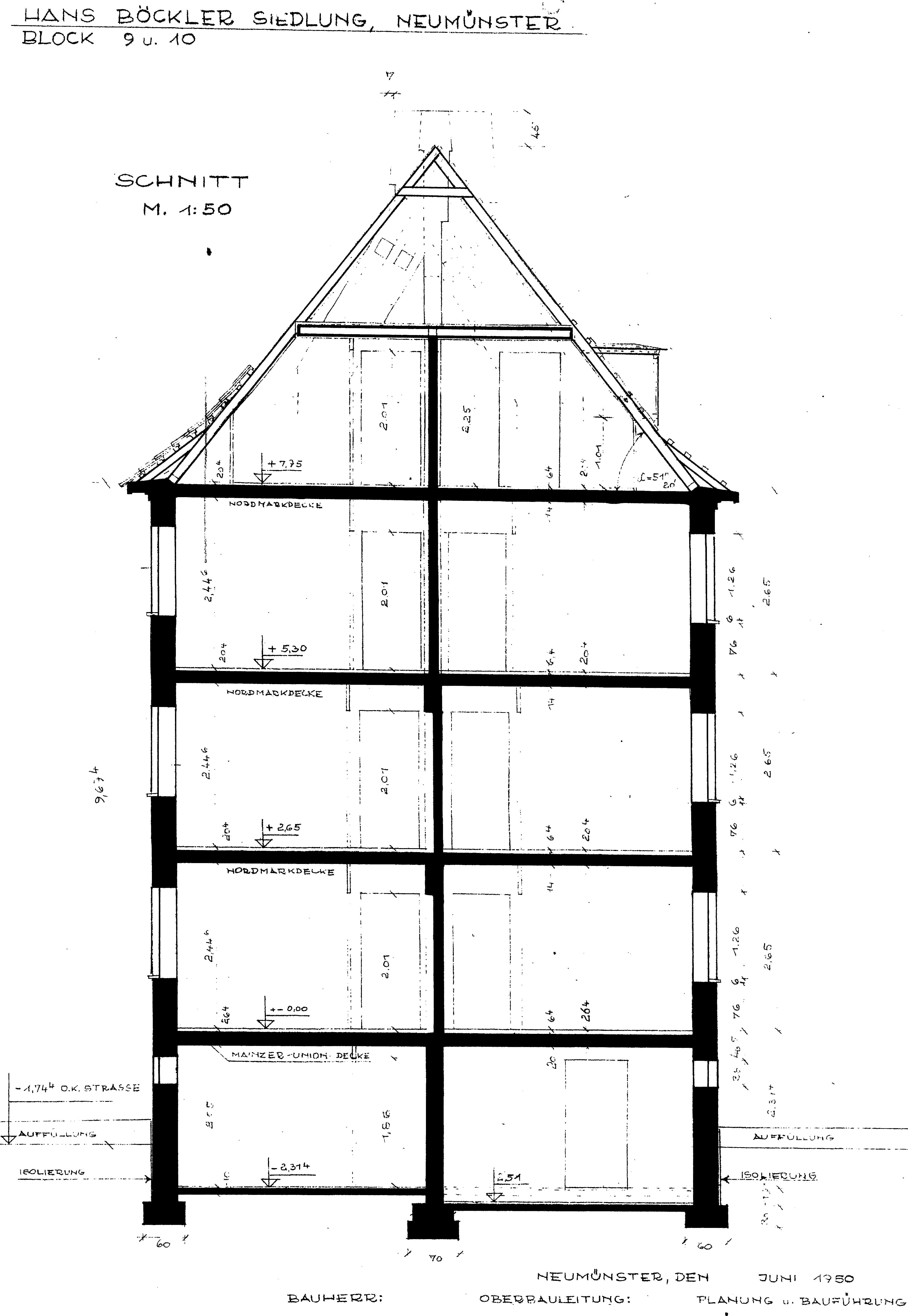
Schnitt ERP-Typengebäude „B“ (hier in der Stegerwaldstraße in der Böcklersiedlung)
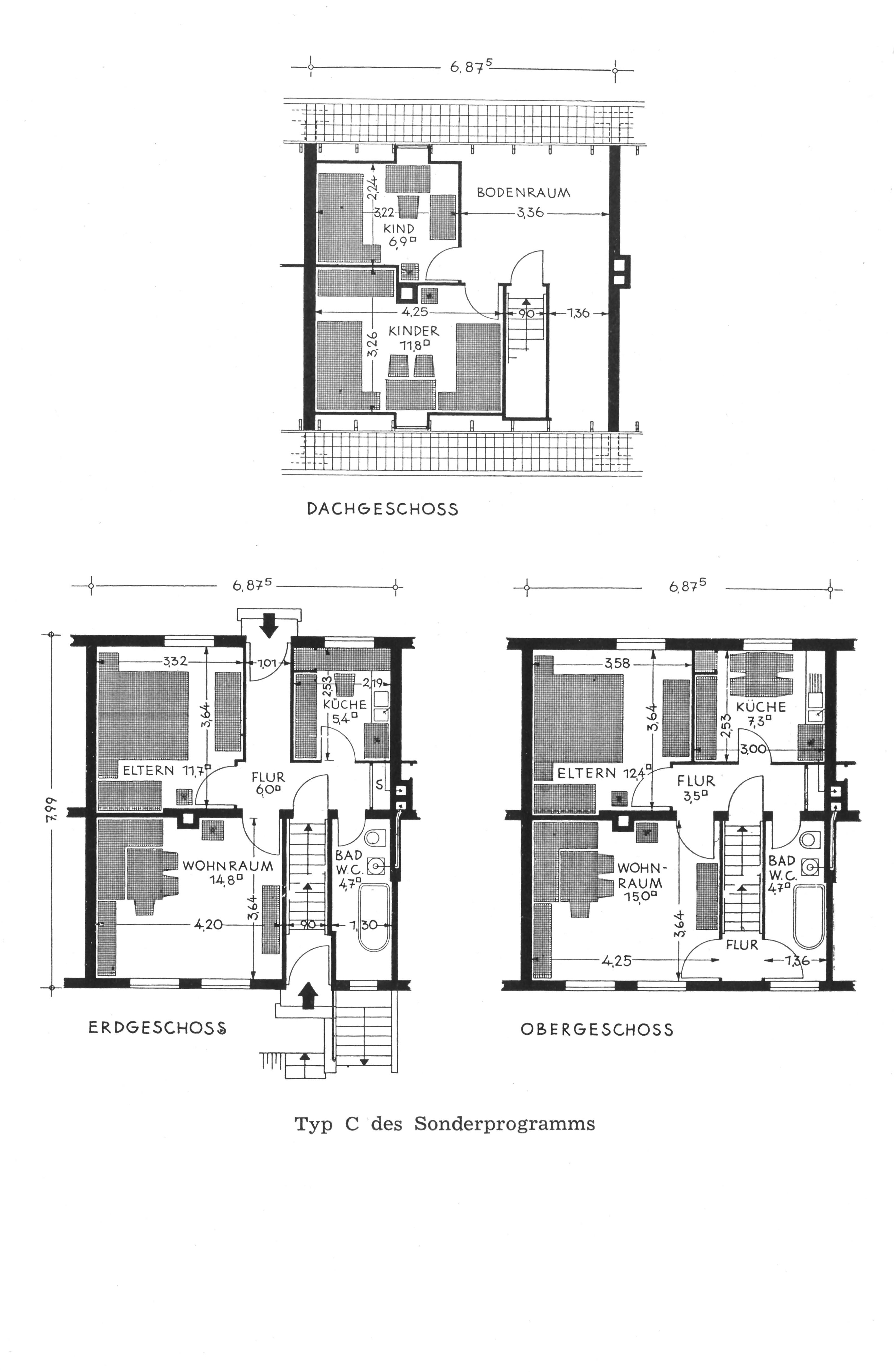
Grundriss ERP-Typengebäude „C“
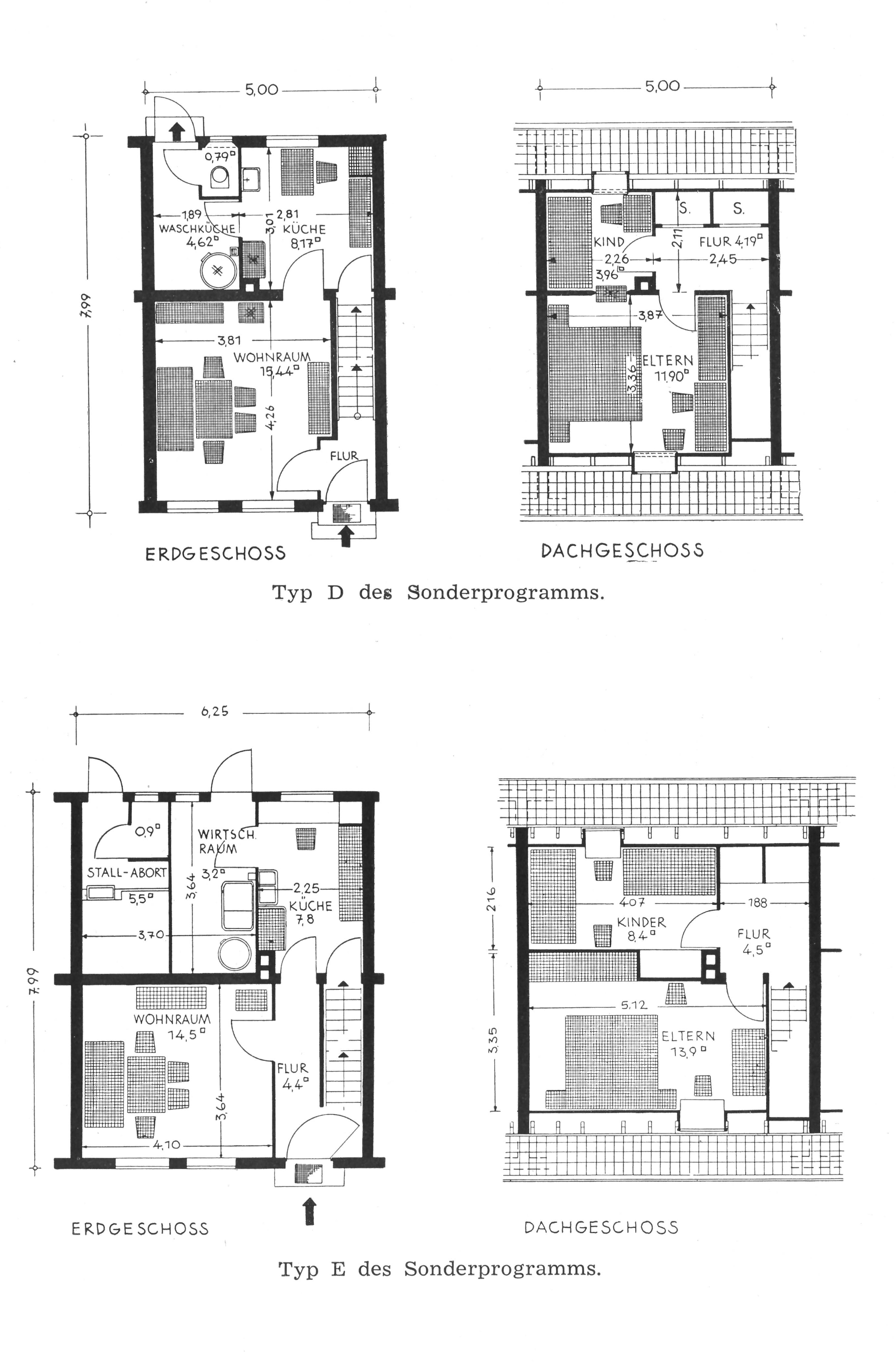
Grundrisse der ERP-Typengebäude „D“ und „E“
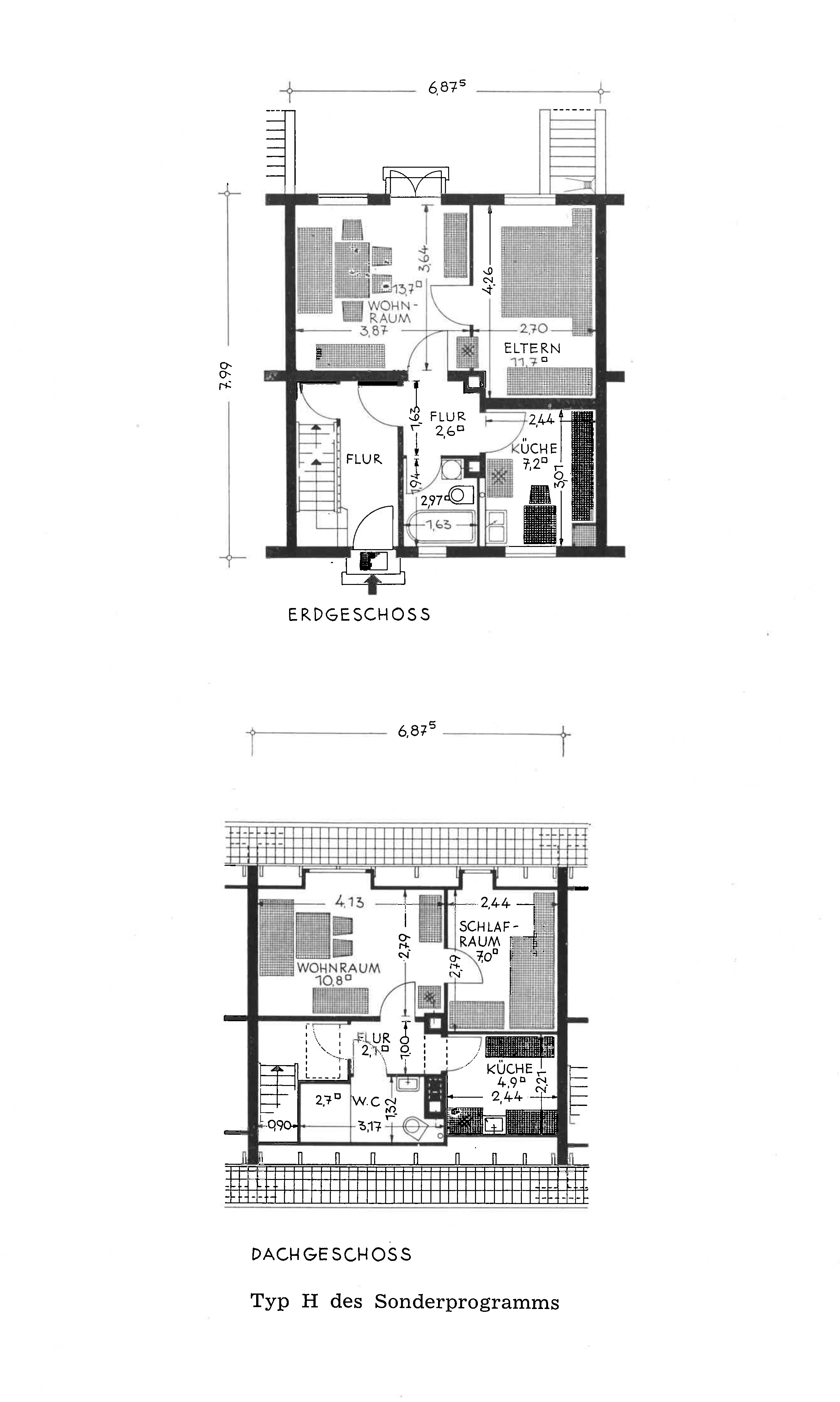
Grundriss ERP-Typengebäude „H“ als Duplexhaus

Fast sämtliche ERP-Typen wiesen gleiche Gebäudetiefen auf, um zu ermöglichen, dass auch bei der erwünschten Mischung verschiedener Hausformen gleiche Konstruktionsteile Verwendung finden konnten. Es wurden lediglich 6 Haustypen bei den 9.746 Wohnungen verwendet. Die Breite der Gebäude (Gebäudetiefe) basierte auf dem Modulmaß als Vielfaches von 1,25 m. Dieses Maß war Standard für die vorgefertigten Balkenlängen der massiven Fertigteildecken. Ein typisches ERP-Haus mit einer Breite von ca. 8,00 m basierte also auf dem Rastermaß 7,50 m (2 × 3,75 m Balkenlänge der Fertigteildecken) plus Außenwandstärke. Nur für wenige Projekte in den Großstädten Kiel und Lübeck wurden Ausnahmen (Sondertypen „F“ und „G“ als Untertypen von „A“ und „B“) mit Rasterbreiten von 8,75 m (zum Beispiel in Kiel, Esmarchstraße oder Lübeck St. Lorenz) zugelassen, weil die Anliegerkosten dort höher waren. (Die Gebäude hatten dann entsprechend in der Regel eine geringere Länge). Die Haustypen wurden in einer Vorbereitungszeit für die Festlegung des Bauprogramms in einem kleinen Arbeitskreis von Architekten der Arbeitsgemeinschaft für zeitgemäßes Bauen e.V. ausgearbeitet und die bauliche Umsetzung von der zentralen Geschäftsstelle in Kiel gelenkt.
Die verwendeten Typen wiesen einheitliche Geschosshöhen und (nahezu) ausschließlich Häuser mit steil geneigten Dächern auf. Diese Gebäude waren im Unterschied zu den Häusern z. B. des ECA-Typ-II in Lübeck 2 Jahre später noch schmaler und hatten ein Außenmaß von 7,99 m. In der Regel bestanden die Wandkonstruktionen aus 24 cm starken Außenwänden aus Hohlblocksteinen oder Lochziegeln. Es wurden jedoch auch örtliche Differenzierungen vorgenommen. 27,5 % der Gebäude waren 3-geschossig und höher, 40,5 % waren 2 ½-geschossig. Grundsätzlich waren außer den Wohnungen in Vollgeschossen in jedem Dachgeschoss eine ausgebaute Wohnung vorgesehen. Die Decken waren in der Regel Fertigteildecken aus Betonhohlkörpern. Durch die gleichen Gebäudetiefen und Dachneigungen war es möglich die serielle Vorfertigung von Dachverbänden zu organisieren. Das Bauvorhaben Brandenbaumer Landstraße in Lübeck mit 288 Wohnungen wurde in Trautsch-Bauart mit massiven Steildächern, bei denen an 14 gleichen Wohnblocks eine Art Taktverfahren angewendet werden konnte, ausgeführt.
Neben den typischen schlanken Gebäudekubaturen der am häufigsten verwendeten Typen mit den steil geneigten Satteldächern wurden im Einzelfall (z.B. in Kiel in der Esmarchstraße) auch 4-5-geschossige Wohnblocks („Typ F“) mit flach geneigten Pultdächern über einem Mezzaningeschoss errichtet. Die sogenannten ERP-Gebäude sind noch heute an ihrer schlanken Gestalt deutlich erkennbar.
Nach dem ERP-Sonderprogramm flossen die Erfahrungen mit den Gebäude- und Grundrisstypen in die Gestaltung der künftigen Wohnungsbauprogramme ein. In den Mustergrundrissen von 1951 und vor allem ab 1952 wurde von den schmalen, auf 7,50 m Rasterbreite aufbauenden Gebäudetypen vermehrt abgewichen, weil die Möblierung dieser schmalen Baukörper insbesondere in den ausgebauten Dachgeschossen sehr schwierig war. Die Empfehlung ging dahin, Baukörper mit einer Rasterbreite von 8,75 m anzustreben.
| Realisierte Wohnungen und Gebäudetypen im ERP-Sonderprogramm in Schleswig-Holstein | Realisierte Wohnungen und Gebäudetypen im ERP-Sonderprogramm in Schleswig-Holstein | Realisierte Wohnungen und Gebäudetypen im ERP-Sonderprogramm in Schleswig-Holstein                                                                                                   |
| ---------------------------------------------------------------------------------- | ---------------------------------------------------------------------------------- | --- |
| 1.856 Wohnungen                                                                    | Typ A (und F)                                                                      | als 2,5-Zimmer-Wohnungen mit Küche und Bad, als Zweispänner, zwei bis fünfgeschossig, je mit durchschnittlich 42,06 m² Wohnfläche (34,2 bis 50,10 m²)                                |
| 3.888 Wohnungen                                                                    | Typ B (und G)                                                                      | 2-Zimmer-Wohnungen mit Küche und Bad, als Dreispänner, zwei- bis fünfgeschossig, je mit 36,7 m² durchschnittlicher Wohnfläche (33,8 bis 38,7 m²)                                     |
| 88 Wohnungen                                                                       | Typ C                                                                              | 2-Familien-Wohnhäuser mit zwei getrennten Eingängen, 2,5-geschossig, 2- und 3-Zimmer-Wohnungen mit Küche und Bad, je mit 50,90 m² durchschnittlicher Wohnfläche (42,63 bis 59,16 m²) |
| 357 Wohnungen                                                                      | Typ D                                                                              | Einfamilienhäuser mit 2,5 Zimmern, Küche und Bad, 1,5-geschossig, je mit 49,07 m² Wohnfläche                                                                                         |
| 97 Wohnungen                                                                       | Typ E                                                                              | Kleinsiedlerstellen mit 2,5 Zimmern, Küche, Wirtschaftsraum (einschließlich Bad) und Stall, je mit 53,2 m² Wohnfläche                                                                |
| 2.002 Wohnungen                                                                    | Typ H                                                                              | Duplexhäuser, 2,5-geschossig, mit drei Wohnungen mit je zwei Zimmern, Küche und Bad (27,5 bis 37,6 m² Wohnfläche)                                                                    |
| 1.456 Wohnungen                                                                    |                                                                                    | als Sondertypen verschiedener Größe |
| 9.746 Wohnungen                                                                    |                                                                                    | Gesamt |

### Beispiele Realisierter Gebäudetypen

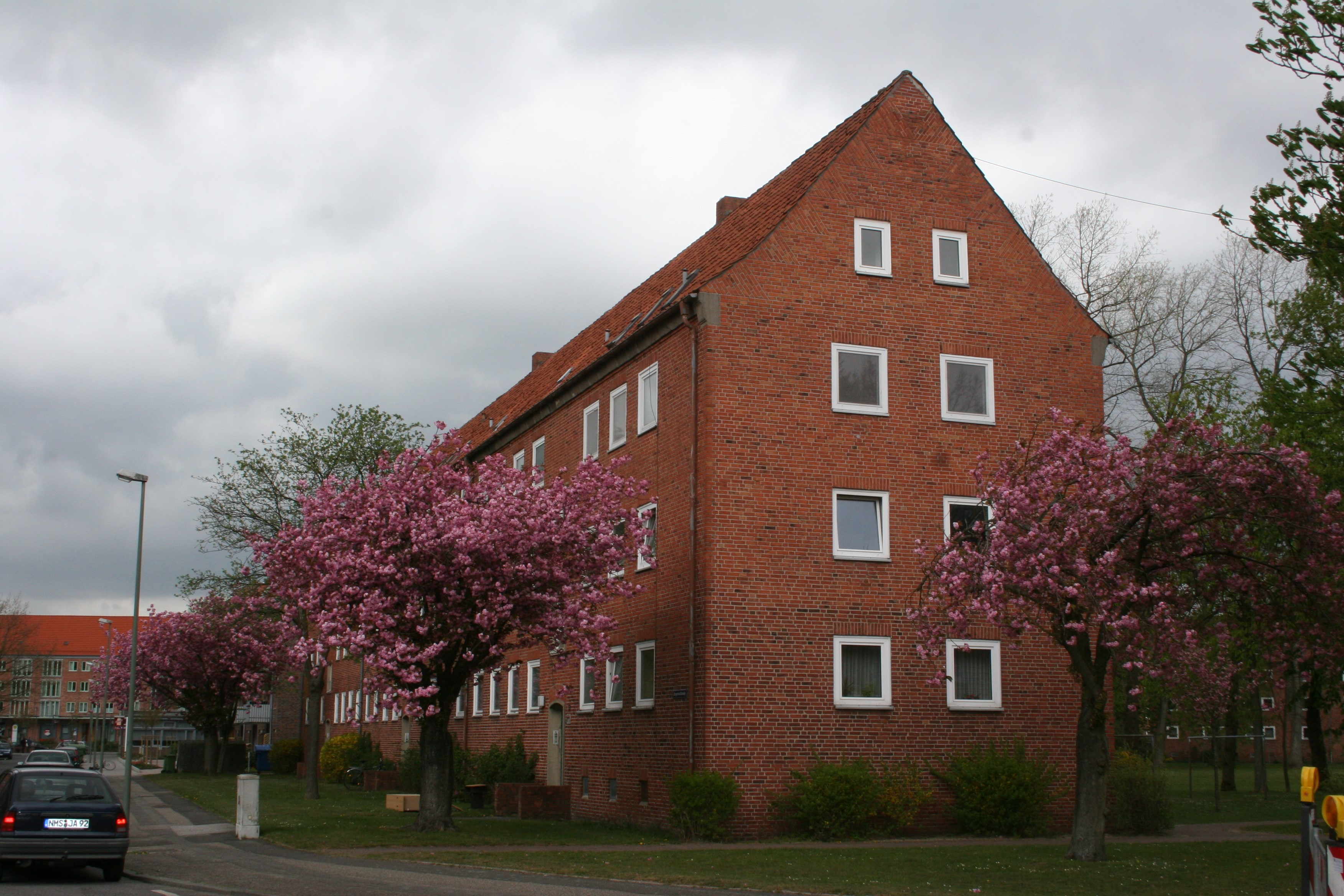
ERP-Haustyp B in der Stegerwaldstraße in der Böcklersiedlung Neumünster
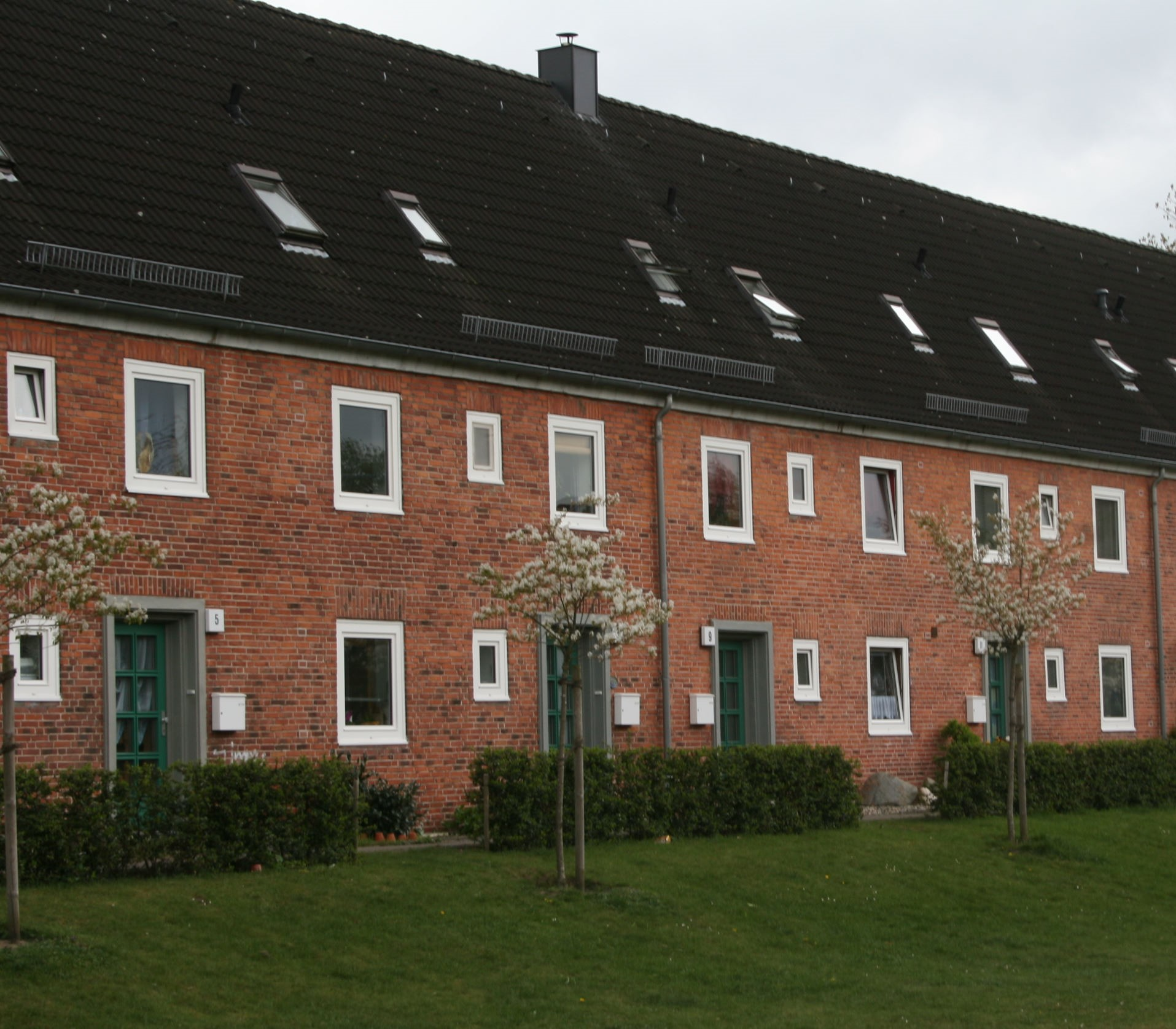
ERP-Haustyp H („Duplex-Haus“) in der Böcklersiedlung Neumünster
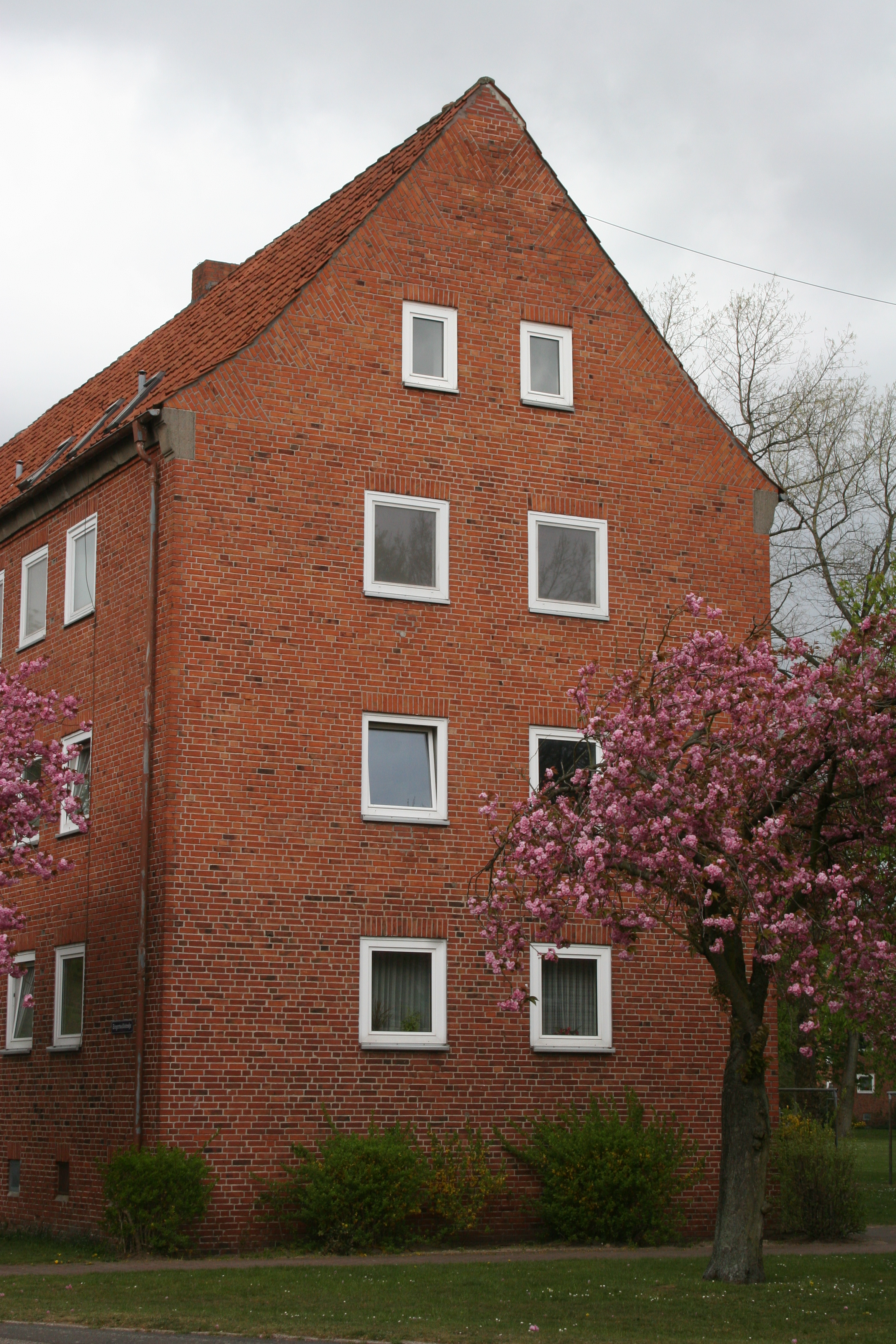
ERP-Haustyp B in der Stegerwaldstraße in der Böcklersiedlung Neumünster
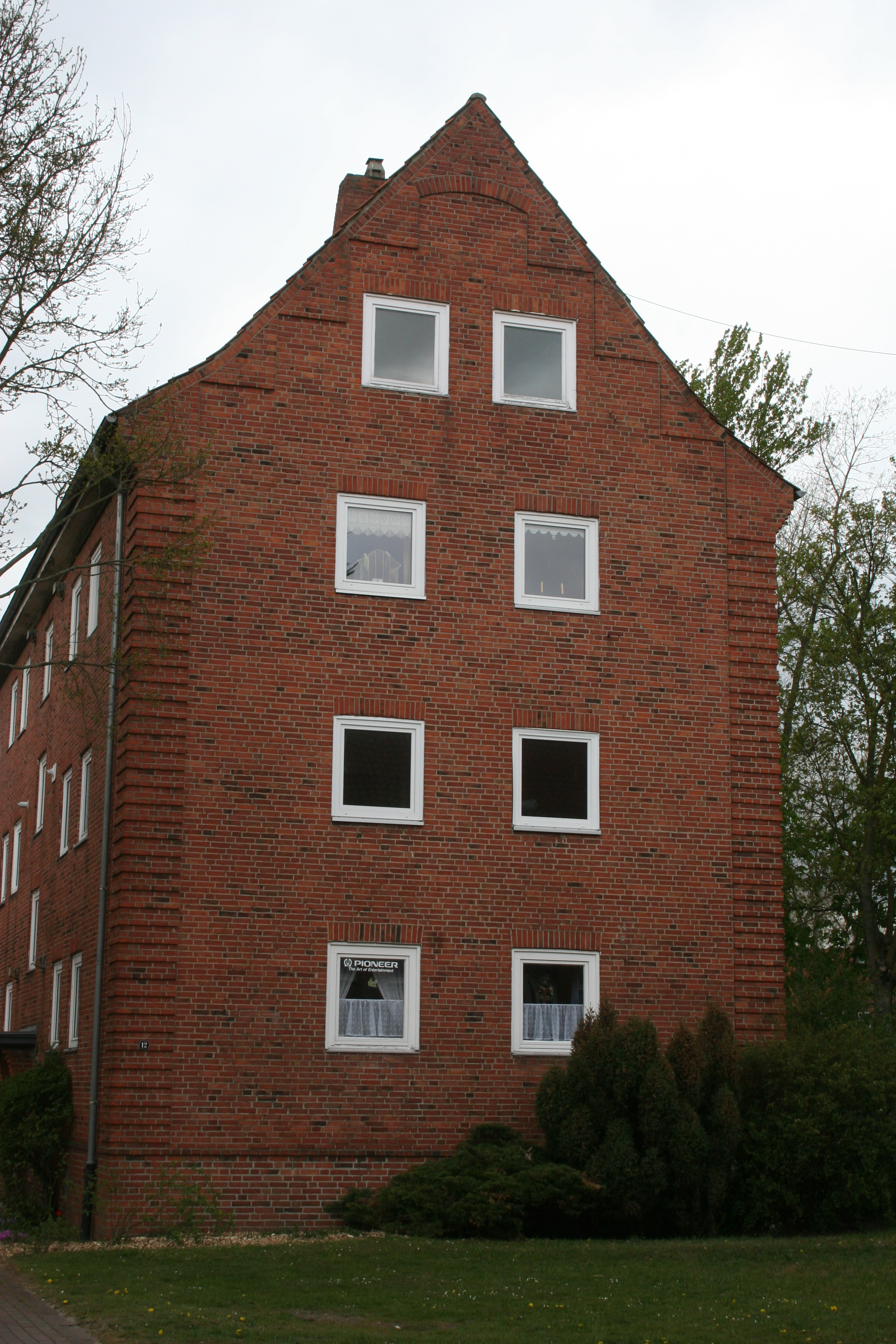
ERP-Haustyp B in der Böcklersiedlung Neumünster
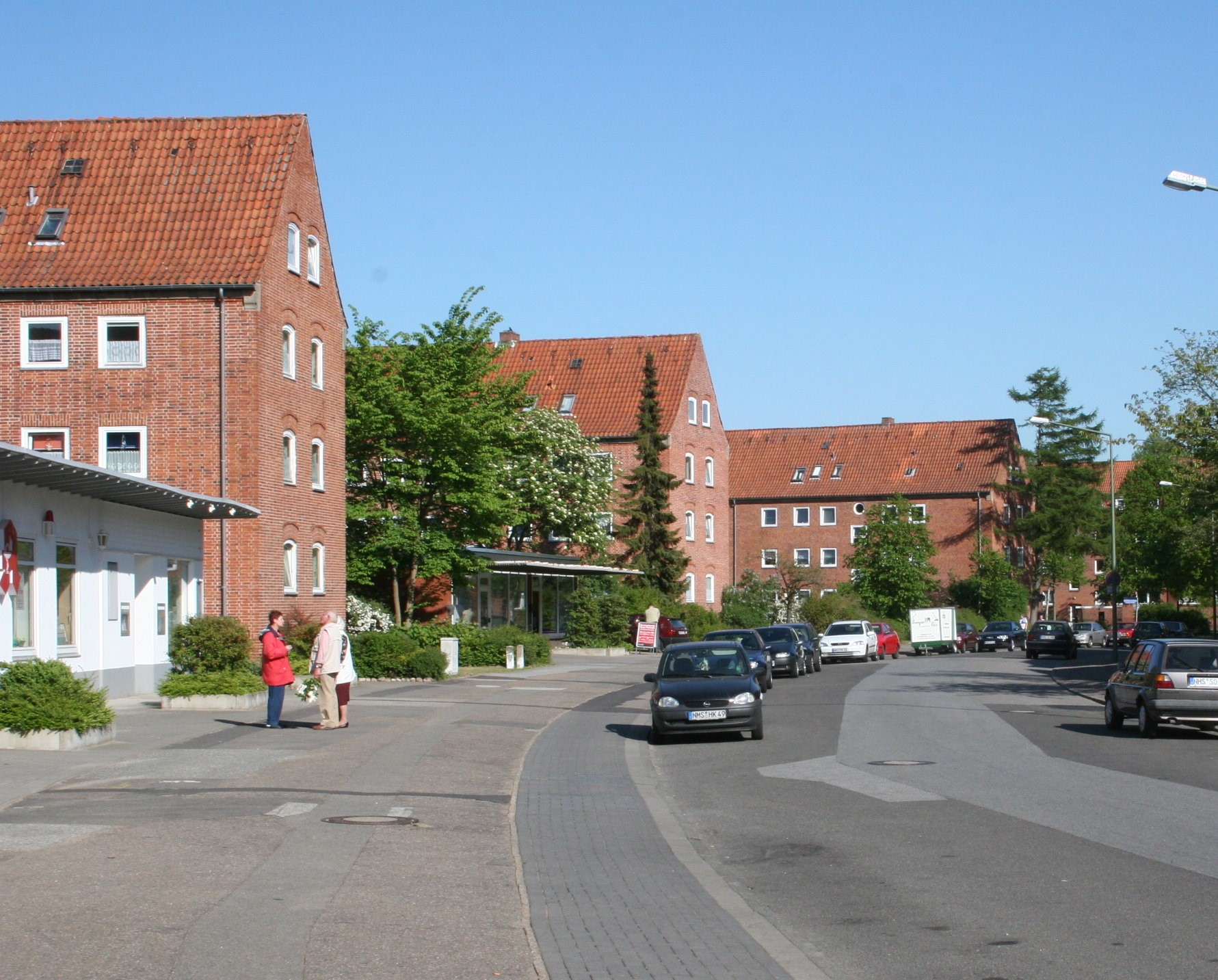
ERP-Haustyp B in der Max-Richter-Straße in der Böcklersiedlung Neumünster
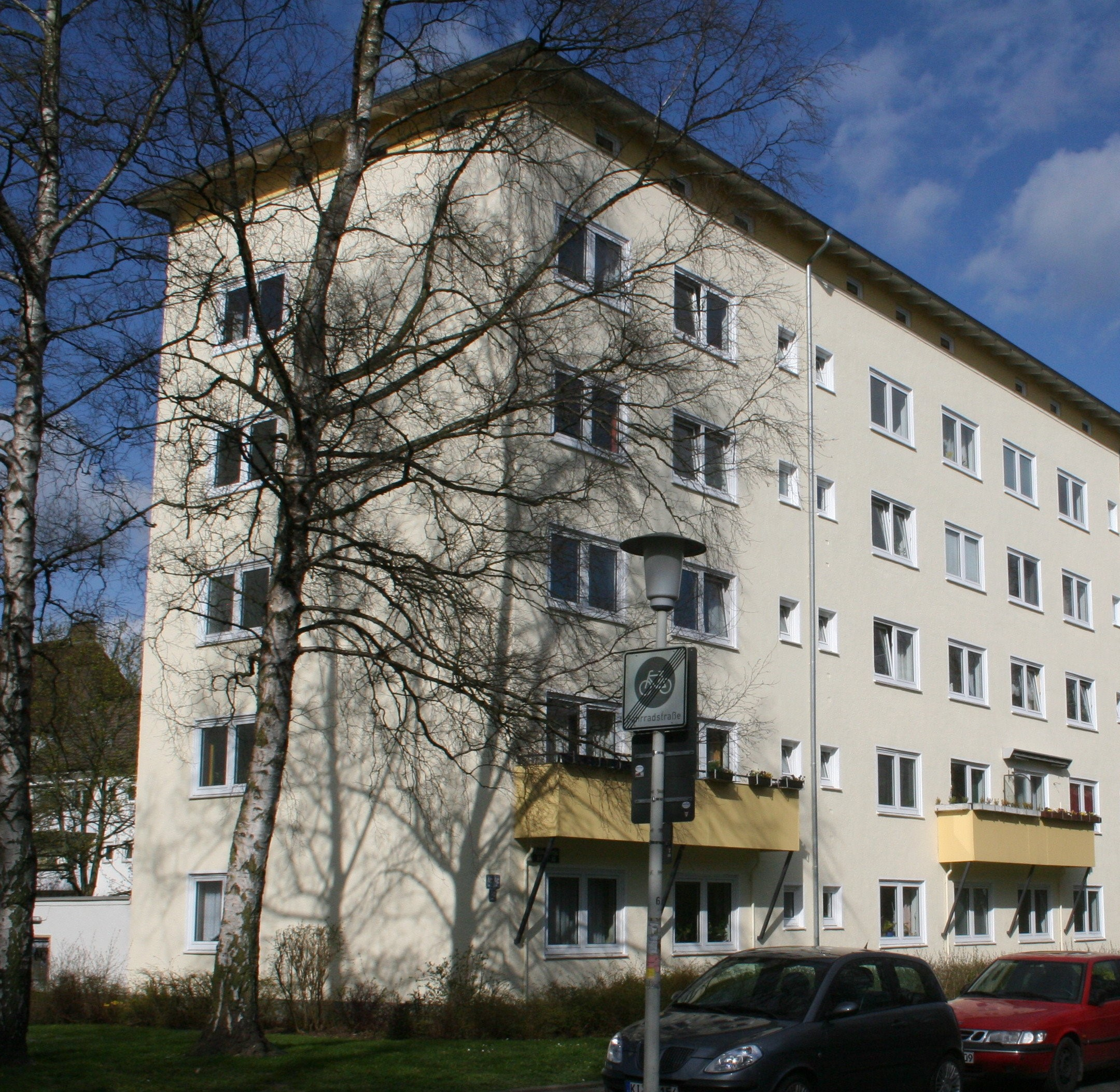
ERP-Sondertyp „F“ mit oberem Mezzaningeschoss und flach geneigtem Pultdach in der Esmarchstraße in Kiel
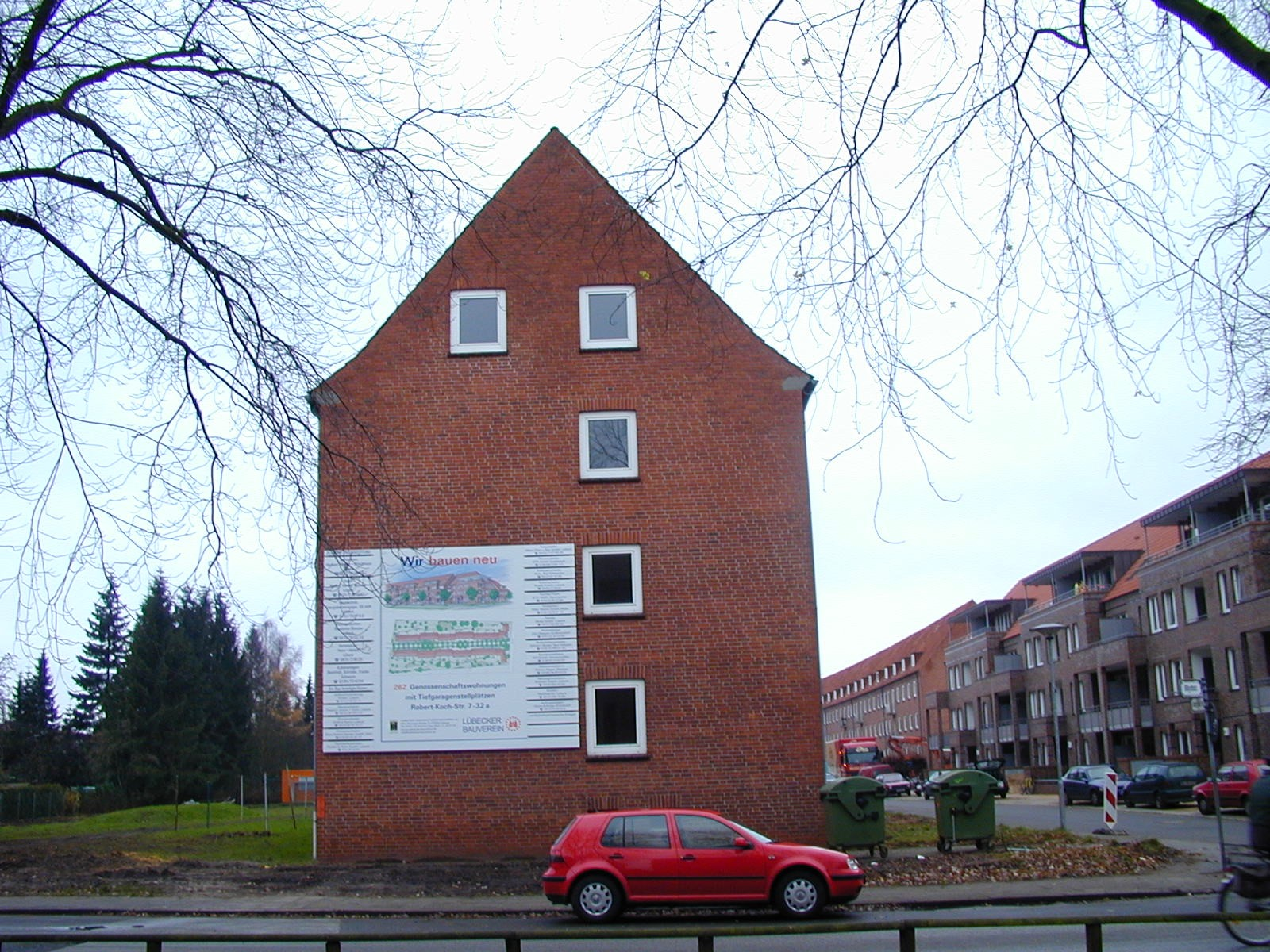
ERP-Gebäude in Lübeck, Gorch-Fock-Straße
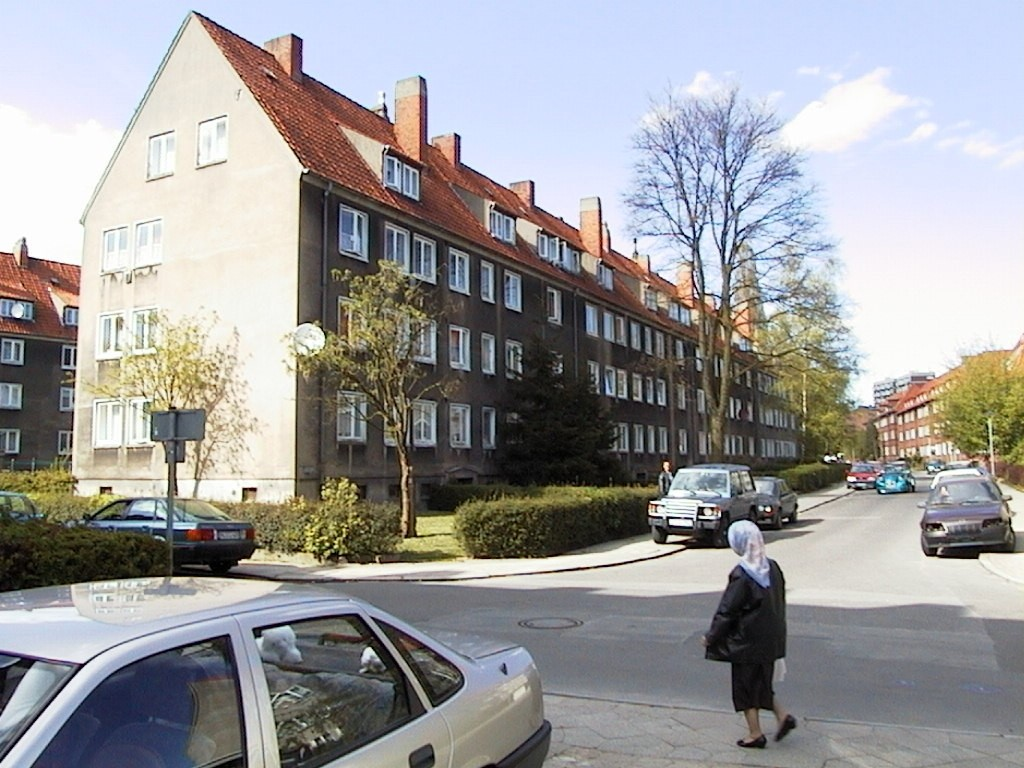
ERP-Sondertyp „G“ in Lübeck St. Lorenz
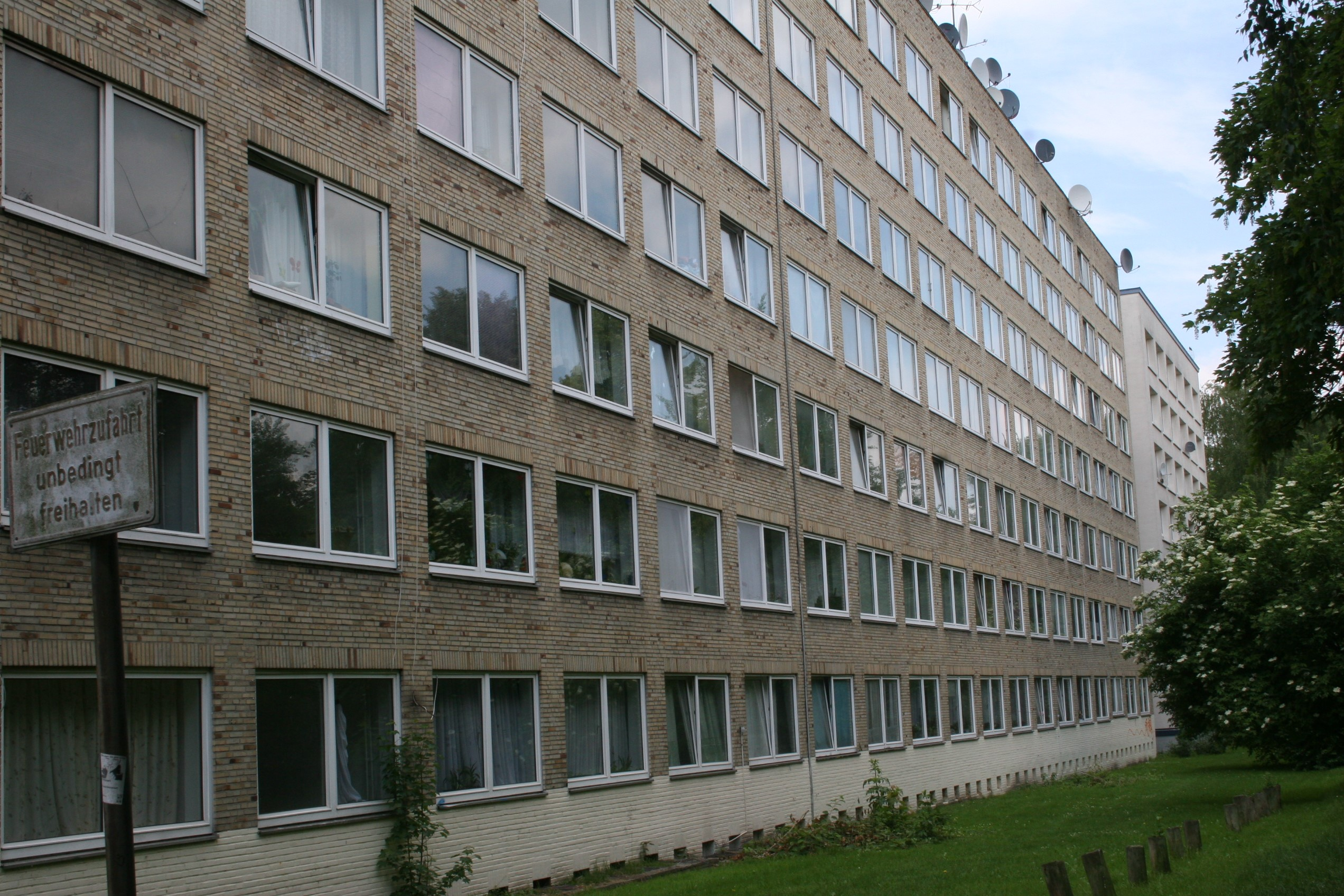
ERP-Hochhaus In Kiel-Gaarden, Einziges Hochhaus des Sonderprogramms (Gruppe der Grindelberg-Architekten, Hamburg)
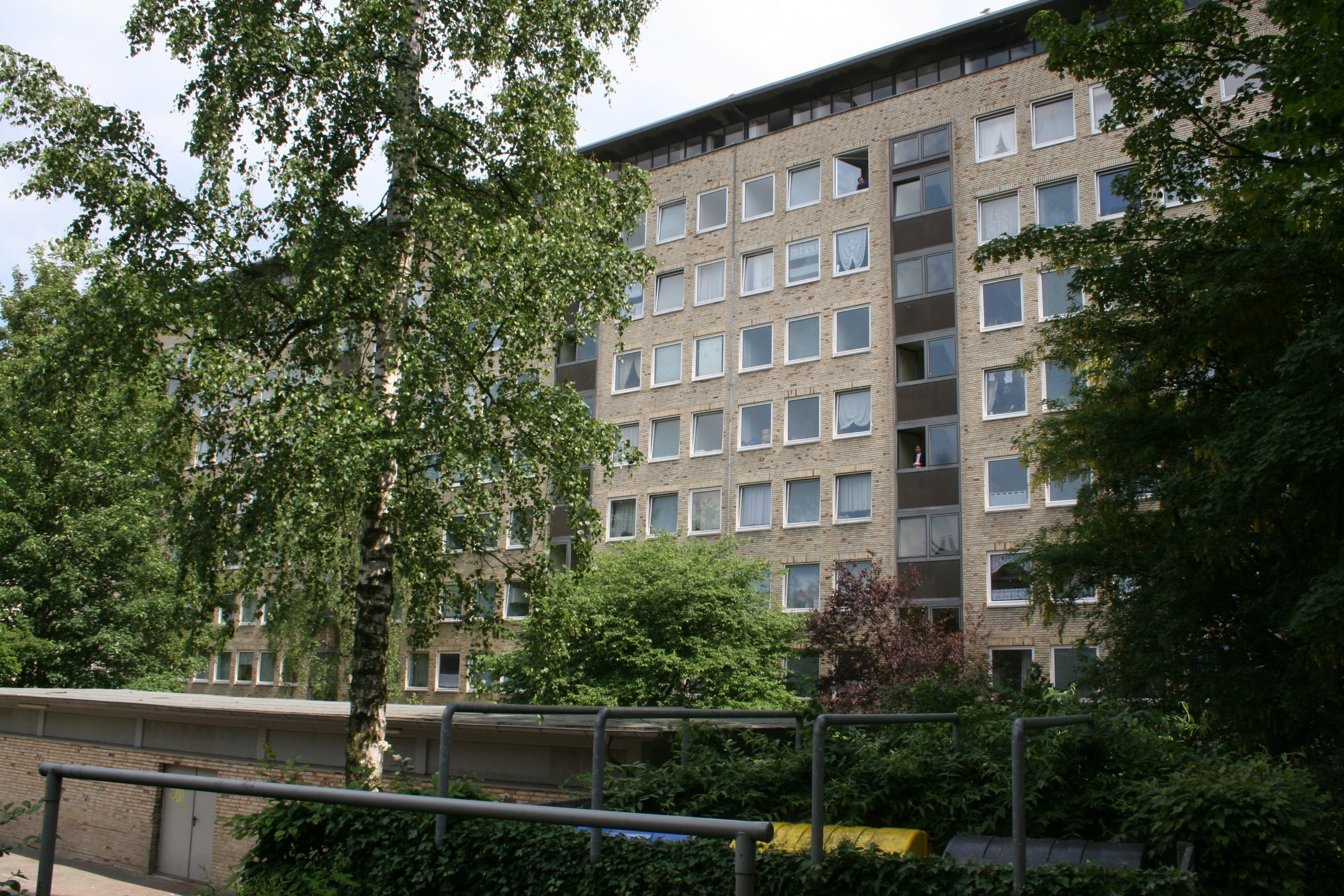
ERP-Hochhaus In Kiel-Gaarden - mit den Gestaltungsmerkmalen der Grindelhochhäuser in Hamburg
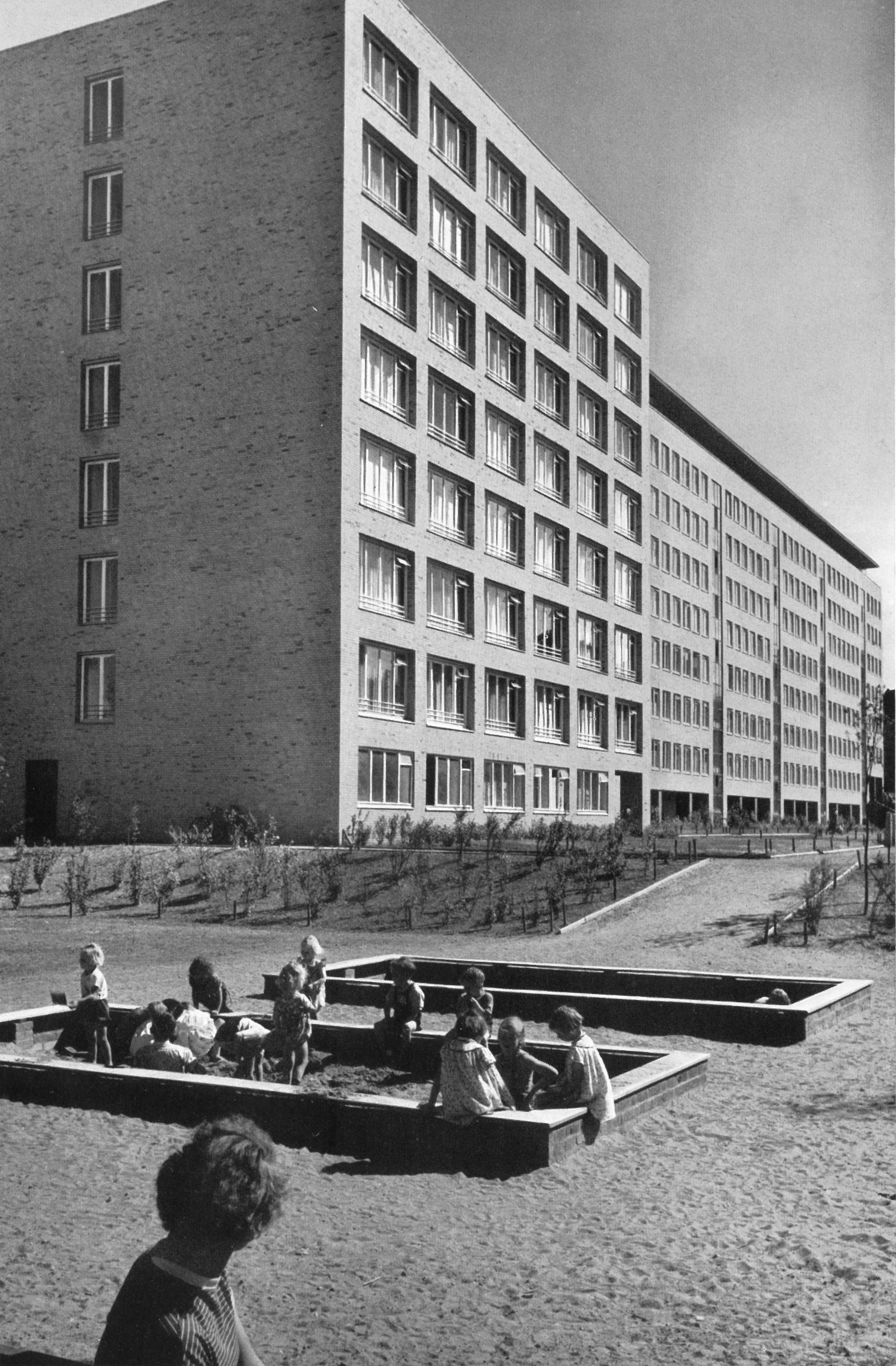
ERP-Hochhaus In Kiel-Gaarden als Sondertypus auf der Basis der ERP-Grundrisse
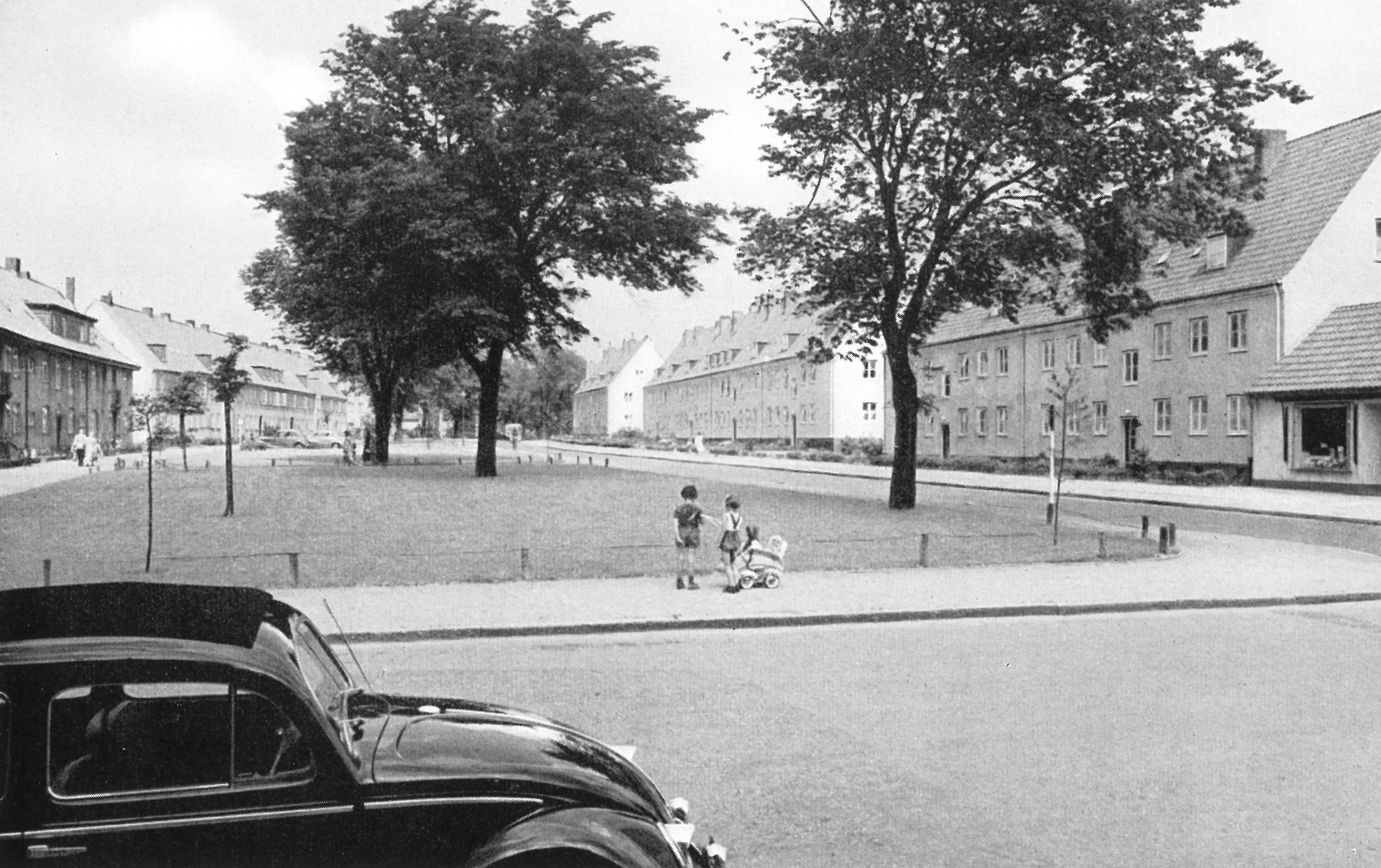
ERP-Siedlung Flensburg-Jürgensby
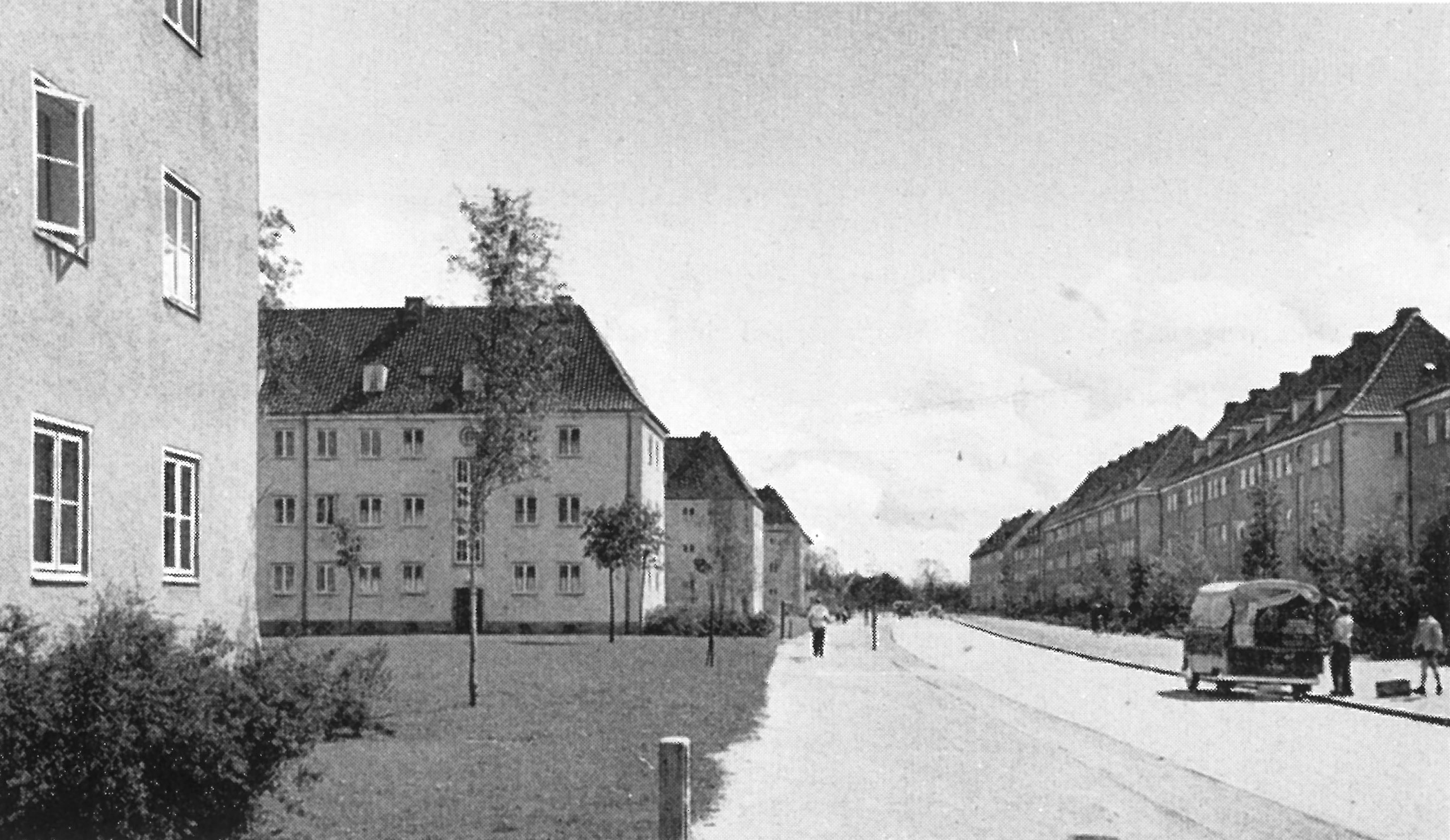
ERP-Siedlung in Pinneberg

Trotz der rigiden Rastervorgaben und Typengrundrisse waren Varianten und entwurfliche Ableitungen im ERP-Programm möglich. Besonders hervorstechend aus allen Typengebäuden ist das 8-geschossige Hochhaus der Kieler Wohnungsbaugesellschaft in Kiel-Gaarden als Sahlbeton-Skelettbau, geplant von der „Gruppe der Grindelberg-Architekten“ aus Hamburg auf der Basis der ERP-Typengrundrisse, gestaltet wie ein Ableger der Grindelhochhäuser in Hamburg.
Die notwendigen Baustoffe für alle Einzelbauvorhaben im eigentlichen Sinne (Maurer- und Deckensteine, Kalk, Zement, Sand, Kiel, Dachsteine etc.) wurden nicht zentral beschafft. Lediglich als im Herbst 1950 Dachsteine knapp wurden, hat die zentrale Geschäftsstelle eingegriffen. Zentral beschafft wurden aber, für alle 84 Einzelbauvorhaben, alle Fenster (53.450 Stück), Türen (56.290 Stück), alle Öfen, Sanitärobjekte, Beschläge  und sonstige Bauteile etc. durch die zentrale Geschäftsstelle in Kiel. Die Dachverbände für die (meisten) steil-geneigten Dächer, die Beton-Hohlsteine der Fertigteildecken und die meisten Betonfertigteile wurden in (Groß-)Serienfabrikation hergestellt.